# Anima – Die Kleider meines Vaters
Anima – Die Kleider meines Vaters (englischer Titel: Anima – My father's dresses) ist ein deutscher Dokumentarfilm unter der Regie von Uli Decker aus dem Jahr 2022. Der Film wurde am 21. Januar 2022 beim Filmfestival Max Ophüls Preis uraufgeführt, bei dem er sowohl mit dem Preis der Jury für den Besten Dokumentarfilm als auch mit dem Publikumspreis ausgezeichnet wurde.

## Handlung
Uli wächst in einer Kleinfamilie mit ihrer jüngeren Schwester Cordula und ihren Eltern Monika und Helmut in einem bayerischen Dorf auf. Schon als Kind träumt sie von einem Leben jenseits der Normen. So will Uli als neunjährige Papst werden.
Als ihr Vater Helmut bei einem Unfall stirbt, bekommt Uli von der Mutter eine Kiste des Vaters, in der sie Frauenkleidung findet. Auch seine Tagebücher erhält sie. Monika lüftet so das Familiengeheimnis, dass Helmut seit seiner Jugend ein Transvestit war, der seine Neigungen als Frau aufzutreten nur in anderen Städten ausgelebt hat.
Monika verbietet den Töchtern, mit anderen Menschen über dieses Geheimnis zu reden. Die Auseinandersetzung mit dem Inhalt des Erbes verändert Ulis Blick auf den Vater, sich selbst, den Rest ihrer Familie und die Gesellschaft, in der sie aufwuchs.

## Produktion

### Filmstab
Regie führte Uli Decker, das Drehbuch schrieb sie zusammen mit Rita Bakacs. Die Kameraführung lag in den Händen von Siri Klug und Uli Decker. Die Filmmusik besteht aus für den Film arrangierten Liedern von Cora Frost, Filmmusik von Anna Kühlein und lizenzierter klassischer Musik. Für den Filmschnitt waren Amparo Mejías und Frank Müller verantwortlich.
Neben Uli Decker selbst und ihrer Familie tritt in dem Film auch Cora Frost als Wahrsagerin und in einer Animationsszene als Sängerin auf.

### Produktion und Förderungen
Produziert wurde der Film von Flare Film in Zusammenarbeit mit dem kleinen Fernsehspiel des ZDF. Die Beauftragte der Bundesregierung für Kultur und Medien (BKM), der FilmFernsehFonds Bayern (FFF), die Mitteldeutsche Medienförderung (MDM) sowie der Deutsche Filmförderfonds (DFFF) förderten den Film.

### Entstehungsgeschichte und Vorproduktion
Seit Deckers Vater starb und sie sein Geheimnis erfuhr, hatte sie das Gefühl, dass das Leben ihr ein Drehbuch für einen Spielfilm zur Verfügung gestellt hatte. Eine dokumentarische Annäherung an das Thema war für Decker schnell zu persönlich und jahrelang auch unvorstellbar, denn sie wollte weder ihre Familie noch sich selbst bloßstellen. 2016 beschloss sie angesichts der aktuellen Situation von Schülerinnen und Schülern in Bayern, denen ausschließlich heteronormative Lebensentwürfe gezeigt wurden, doch einen Dokumentarfilm daraus zu machen. Sie sprach zunächst mit ihrer Mutter und ihrer Schwester darüber und holte sich deren Einverständnis für die Umsetzung und Einbeziehung ihrer Familie. Zusammen mit Rita Bakacs verfasste sie ein Treatment, dessen Umsetzungsidee ursprünglich viel Animation im Stil des Films Persepolis vorsah, aber später auch aus Gründen der Budgetplanung wieder dokumentarischer wurde.

### Dreharbeiten
Anschließend entstand in mehr als drei Jahren Drehzeit der hybride Dokumentarfilm 'Anima – die Kleider meines Vaters'. Die Animationen wurden in einer Collagetechnik mit Familienfotos erstellt und zeigen das Innenleben der Protagonistin. Der Animationsfilm-Experte Falk Schuster übernahm die Umsetzung.

## Rezeption
In der taz schrieb Thomas Abeltshauser: „In Anima – Die Kleider meines Vaters arbeitet Uli Decker, die inzwischen als Filmemacherin in Berlin lebt, die Geschichte ihrer Familie und deren Geheimnisse auf und damit ihr eigenes Aufwachsen als nicht genderkonformer Mensch. Ihre auch stilistisch eigenwillige Auseinandersetzung war einer der beeindruckenden Beiträge des 43. Filmfestivals Max Ophüls Preis…“

## Auszeichnungen und Nominierungen
- Filmfestival Max Ophüls Preis 2022:[8]
  - Max Ophüls Preis – Bester Dokumentarfilm
  - Max Ophüls Publikumspreis Dokumentarfilm
- International Documentary Filmfestival Thessaloniki 2022: Gewinner WIFT GR Award (women in film and television award)
- Achtung Berlin - New Berlin Film Awards 2022:
  - Bester Dokumentarfilm
  - Preis der Ökumenischen Jury
- DOKfest München 2022: nominiert für den Preis des Goetheinstituts